# Jorge Volpi
Jorge Volpi (? –) mexikói regényíró és esszéíró. Jogászként végzett, és az 1990-es években vált ismertté első publikációival, valamint több más fiatal íróval együtt a „Crack Manifesztó” kihirdetésében való részvételével, amelyekkel a mexikói irodalom állapota ellen tiltakoztak és saját munkásságukat népszerűsítették. Volpi regényei különböznek a mágikus realizmustól és a latin-amerikai irodalom más irányzataitól, mivel a szereplők cselekedeteire és az akadémiai témák, különösen a történelem és a tudomány kutatására összpontosítanak, és nem mindig a latin-amerikai szereplőkre és környezetekre koncentrálnak. Munkáit huszonöt nyelvre fordították le, és olyan díjakkal ismerték el, mint a Biblioteca Breva-díj és a Debate-Casa de América, valamint a Guggenheim Alapítvány ösztöndíjával. Írásai mellett kulturális attaséként, a mexikói Canal 22 igazgatójaként dolgozott, jelenleg pedig a Festival Internacional Cervantino igazgatója.

## Élete
Jorge Volpi Mexikóvárosban született. Gyermekkora óta érdeklődik a történelem és a tudomány iránt. Tizenhárom évesen történész szeretett volna lenni, a középkorra szakosodva, és egy könyvet próbált megírni a teljes témáról. Azt állította, hogy a tudomány iránti érdeklődését nagyrészt Carl Sagan Kozmosz című filmjének megtekintése keltette fel a televízióban. Később úgy döntött, hogy ezeket az irodalmi pályákat feladja, de ezek az érdeklődési körök megmaradtak, és megjelennek írásaiban.
Volpi a mexikóvárosi Centro Universitario México középiskolájába járt, később jogi alapképzésben vett részt a Mexikói Autonóm Nemzeti Egyetemen, és ugyanitt szerezte mexikói irodalomból mesterdiplomáját is. Írással is foglalkozott a Centro de Escritores Mexicanosban Carlos Montemayor és Alí Chumacero irányítása alatt.
Az 1990-es évek elején Volpi közel három évig Diego Valades, Mexikóváros szövetségi kerületének első, majd később Mexikó főügyészének titkáraként dolgozott.
 Egy viharos időszakban, többek között a chiapasi felkelés idején politikusokkal, rendőrséggel és igazságszolgáltatással dolgozott együtt. Ez idő alatt, 1994-ben Oaxacában tartózkodott, amikor meggyilkoltak egy állami tisztviselőt, ami ötletet adott neki egy későbbi regényhez, a La paz de los sepulcroshoz. Bár tíz évvel később, egy hónappal Luis Donaldo Colosio meggyilkolása előtt jelent meg, a könyv egy részét ő írta, amelyben egy politikai merénylet történik, nagyjából úgy, mint Colosio merénylete, egy hónappal azelőtt. A könyv az Intézményes Forradalmi Párt bukásáról is szól.
1996-ban Volpi Spanyolországba költözött, hogy a Salamancai Egyetemen doktoráljon. Három évet töltött ott, ahol hispán filológiából szerzett diplomát, disszertációját Jorge Cuesta költőről írta. Spanyolországi tartózkodása alatt elkezdte az En busca de Klingsor című regényének írását is. Ott találkozott és megosztotta tapasztalatait írótársával, Ignacio Padillával, akit a műre gyakorolt közvetett hatásként tartanak számon. A könyv kutatása során ekkoriban németül is tanult.
2001-ben a párizsi Mexikói Kulturális Központ igazgatójává nevezték ki, és három évig Párizsban élt. Felajánlották neki azt a lehetőséget is, hogy kulturális attasé legyen az olaszországi mexikói nagykövetségen, de elutasította az ajánlatot. Zsűritagként szolgált a Guadalajara Nemzetközi Könyvvásáron, ahol az intézmény díját Bryce Enchenique-nek ítélték oda, akit később plágiummal vádoltak.
2007-ben a Canal 22, Mexikó állam kormányzati kulturális televízióállomásának igazgatója lett. Megreformálta az állomást és a közvélemény megítélését.
2013-ban a guanajuatoi Festival Internacional Cervantino igazgatójává nevezték ki, amely Latin-Amerika legfontosabb kulturális fesztiválja.
2007 óta mexikói irodalmat és más témákat tanít három kontinens egyetemein, olyan intézményekben, mint a Mexikói Nemzeti Autonóm Egyetem, az Emory Egyetem, a Cornell Egyetem, a Pueblai Egyetem, a Pau-i és Pays de l'Adour Egyetem, a Chilei Katolikus Egyetem és a guadalajarai Marista Egyetem. 2012 óta vendégprofesszor Princetonban, ahol jelenleg is él.
Kijelentette, hogy nem vágyik hírnévre, hogy az inkább az énekeseknek, színészeknek és televíziós személyiségeknek való. Az íróknak a marginális szereplésre van szükségük.

## Írói karrier

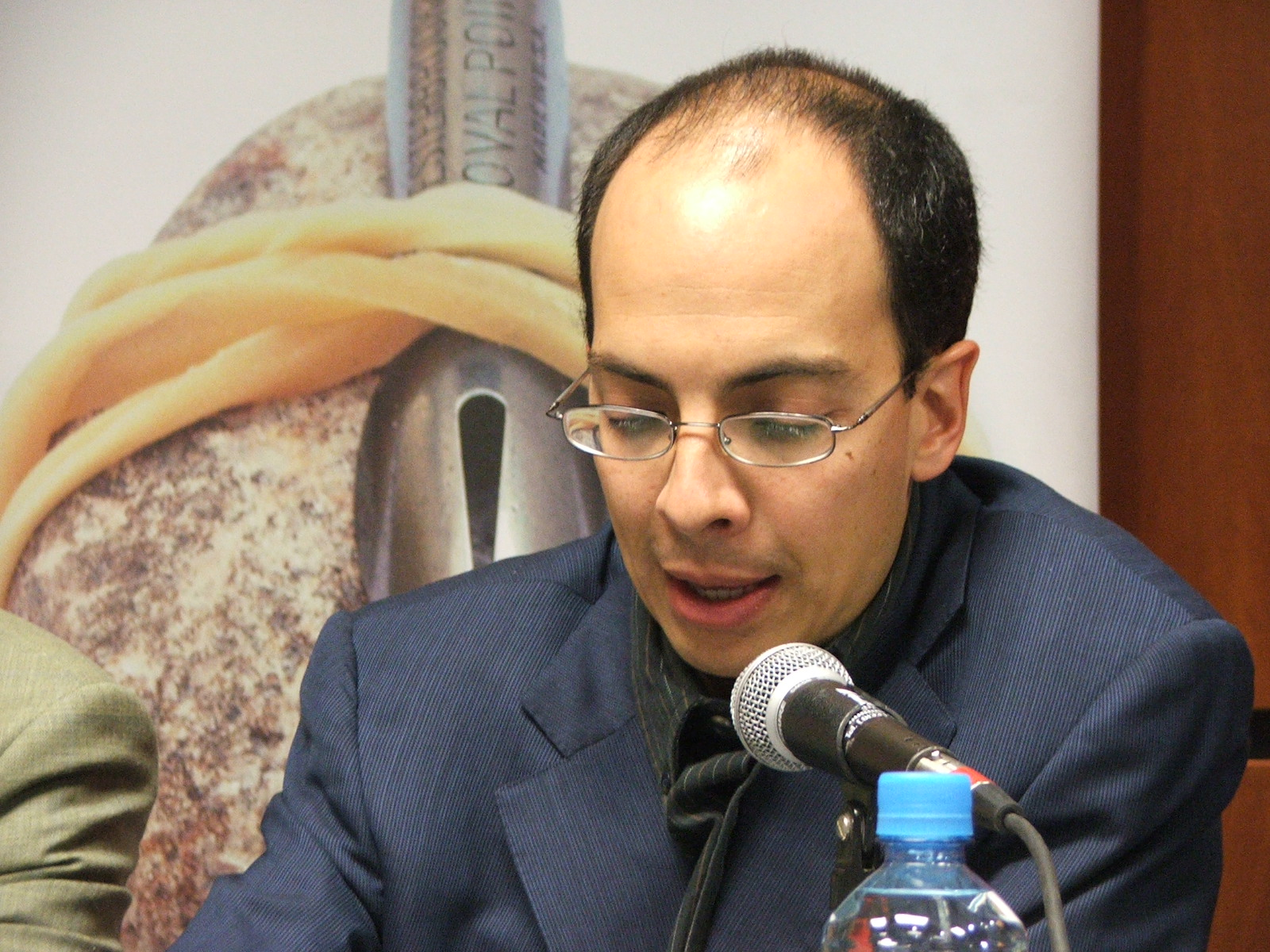
Jorge Volpi a Revuelta kulturális magazin bemutatóján a Guadalajarai Könyvvásáron, 2005-ben.

Volpi leginkább regényeiről és esszéiről ismert, kilenc regénye jelent meg. Miután elolvasta Carlos Fuentes Terra Nostra című művét, úgy döntött, hogy író lesz, mert az meggyőzte arról, hogy az írás képes újraalkotni a történelmet. Később Volpi összebarátkozott Fuentesszel, miután az idősebb író dicsérte az En busca de Klingsor című művét. Volpi műveit huszonöt nyelvre fordították le, munkássága mind spanyol, mind angol nyelven nagy hatást gyakorolt, mivel stílusa eltért attól, ami e két nyelven íródott.
Volpi első két publikált műve a Pieza de forma de sonata (1991) című novellasorozata 23 éves korában és az A pesar del oscuro silencio (1992) című regény.
1996. augusztus 7-én Volpi Eloy Urroz, Ignacio Padilla, Ricardo Chávez Castañeda és Pedro Angel Palau, mindannyian harminc év alatti mexikói szerzőkkel együtt találkozott a Centro Cultural San Angelben, hogy felolvassák „Crack manifesztójukat”, amelyben a társadalmi-politikai rendszerrel kapcsolatos frusztrációját fejezte ki, és az ezredvéghez kapcsolódó apokaliptikus témákat vitt fel. Erre utal a „crack” szó. Ez a csoport által tervezett, közel egyidejű öt mű kiadását követte, főként az akkor domináns „könnyűirodalmi” regények, valamint az aktuális események elleni tiltakozásként, a könyveket pedig „crack regények” címkével látták el. „Crack generációnak” nevezték magukat, és erre mozgalomként is hivatkoztak, de ez inkább Volpi és a többi szerző írásainak konvergenciája volt. Ezek a „crack regények” azonnal hírnevet szereztek Volpinak és a többieknek, de a mexikói kulturális sajtó kevés egyetértéssel tekintett vissza a jelenségre a helyét illetően. Egyesek azzal vádolták a csoportot, hogy csak egy reklámfogás volt, mások áttörésnek nevezték. Később Volpi kísérletként emlegette. A csoport barátok és kollégák maradtak, és a tapasztalatokról szóló reflexiót Crack. Instrucciones de Uso címmel publikáltak.
Volpi legsikeresebb regénye az En busca de Klingsor, amelyet tizenkilenc nyelvre fordítottak le, Európában eladási rekordokat döntött, és a német rádióban is felolvasták. A könyv egy trilógia első része, amely magában foglalja az El fin de la locura (2004) és a No sera la Tierra (2006) című műveket. A könyv 1999-ben Spanyolországban Premio Biblioteca Breve-díjat, Franciaországban pedig 2000-ben Deux Océans-Grinzane Cavour-díjat kapott.
Könyvei mellett Volpi könyvismertetőket és esszéket ír mexikói kulturális újságoknak, együttműködve a Reforma-val, a The Nationnel, a Confabulario melléklettel, valamint a Viceversa, a Letra Internacional és a Letras Libres magazinokkal. Emellett a spanyolországi El País újságnak is publikál.
Az En busca de Klingsor díjai mellett Volpi elnyerte az 1990-es Plural de Ensayo-díjat, az 1991-es Vuelta-díjat (El magisterio de Jorge Cuesta), a 2008-as Mazatlán-díjat (Con Mentiras), a 2009-es Debate-Casamérica díjat (El insomnia de Bolívar). 2012-ben a madridi Planta-Casa de América (a La tejedora de sombras számára) és a José Donoso Iberoamerikai-díjat kollektív munkájáért.
Volpi emellett ösztöndíjakat kapott a Guggenheim Alapítványtól, és tagja volt a Mexikói Nemzeti Alkotók Rendszerének. A Francia Művészetek és Irodalmi Rend, valamint a Spanyol Izabella Katolikus Rend lovagja.

## Publikációi

### Fikció
- Pieza en forma de sonata (1990)
- A pesar del oscuro silencio (1993)
- Días de ira (1994)
- La paz de los sepulcros (1995)
- El temperamento melancólico (1996)
- Sanar tu piel amarga (1997)
- En busca de Klingsor (1999)
- El juego del Apocalipsis (2000)
- Pieza en forma de sonata, para flauta, oboe, cello y arpa, Op. 1, Cuadernos de Malinalco (1991)
- El fin de la locura (2003)
- No será la tierra (2006)
- El jardín devastado, Alfaguara, mezcla de memoria, ficción y aforismos (2008)
- Oscuro bosque oscuro (2009)
- Días de ira. (2011)
- La tejedora de sombras (2012)
- La paz de los sepulcros (2013)
- Memorial del engaño (2014)
- Una novela criminal (2018)

### Esszék
- Mentiras contagiosas: Ensayos (2008).
- Mexico: Lo que todo ciudadano quisiera (no) saber de su patria (2006)
- Crack. Instrucciones de uso (2005)
- La guerra y las palabras. Una historia intelectual de 1994 (2004)
- La imaginación y el poder. Una historia intelectual de 1968 (1998)
- El insomnio de Bolívar (2009)
- Leer la mente. El cerebro y el arte de la ficción (2011)

### Magyarul megjelent
- Klingsor nyomában (En busca de Klingsor) – Európa, Budapest, 2001 · ISBN 9630770105 · Fordította: Kertész Lóránt

## Hatások és stílus
Volpi regényeinek írásmódja eltér a többi latin-amerikai irodalomtól, különösen a mágikus realizmustól. Regényei szórakoztatóak és informatívak, hangsúlyozva a kutatást és a felderítést, és a "repülőtéri regényekhez" hasonlították őket, mivel intrika, romantika és szex elemeit is tartalmazzák. Ugyanakkor az etikai kérdések, valamint a komplex összefüggésrendszerek iránt érdeklődő olvasókat is megszólítják, ami hasonlóvá teszi őket az 1960-as évek „totális noveláihoz”. Ő az egyetlen jelentős író, aki ilyen jellegű regényeket írt spanyolul, és sokan „vádolják” azzal, hogy nem elég latin-amerikai a jellegzetes stílusához és témájához. Volpi ezt vitatja.
Első figyelemre méltó művei az 1990-es években megjelent "novelas de crack" voltak, amelyekben elutasította az akkor domináns "irodalmi fényt", és kevésbé a nyelvre, mint inkább a szereplők cselekedeteire összpontosított. Úgy érezte, hogy az irodalmi fény trivializálja az irodalom és a tudás közötti kapcsolatot. Ezeket a regényeket, amelyek között szerepel a La paz de los sepulcros, az El tempermento meloncólico és a Sanar tu piel amarga, Carlos Salinas de Gortari kormányzása idején írták, amikor a mexikói politika és gazdaság nagy feszültség alatt állt. Ez a hatás megmaradt munkásságában, mivel még a regény megkezdése előtt a karakterek kidolgozására összpontosít. Bár ezek a vázlatok változnak, Volpi számára ez lehetővé teszi, hogy „megismerje” őket, és néhány fontos jellemzőt is megismerjen, amelyek segítenek röviden leírni őket, mint egy első benyomást a való életben.
Volpi kijelentette: „Azok a regények, amiket szeretek olvasni, és azok, amiket megpróbálok írni, azok, amelyek a szépirodalmat a tudás eszközének tekintik.” Úgy véli, hogy „a regény a világ felfedezésének egyik formája”. Regényeiben nagy erőfeszítéseket tesz a tudás egy adott területének kutatása és a történetbe való beépítése érdekében, a főszereplők pedig gyakran maguk is részt vesznek a tudás felfedezésében. Az A pesar del oscuro silencio című regényében a főszereplő Jorge Cuesta, az 1920-as és 1930-as évek mexikói avantgárd költőjének és esszéírójának tragikus életét kutatja. Hasonlóképpen, a Tribuna del escandolo című regény főszereplője szintén életrajzi kutatást végez, de ez esetben egy kettős gyilkosság megoldása érdekében. Az El temperamento melancolico-ban Volpi pszichológiailag elemzi az emberi temperamentum fogalmát, feltárva a csoportdinamikát és az egyéni cselekvések hatásait. A történet egy német filmrendezőről szól, aki utolsó filmjét Mexikóban készíti, Volpi pedig a tíz mexikói színészre és a filmben betöltött szerepeikre összpontosít. A La tejedora de sombras témája Carl Jung pszichoanalízise. A Memorial del Engaño a 2008-as pénzügyi válságról és arról a felfedezésről szól, hogy a világgazdasági rend nagy része a kommunista kémeknek köszönhető. Volpi legismertebb műve, az En busca de Klingsor, egy trilógia első része, amely nemcsak a 20. század második fele tudományos ismereteinek fejlődését követi nyomon, hanem azt a korszak politikai és társadalmi gondolkodásához is igazítja. Az első könyvében viszonylag elméleti és kvantummechanikai kérdésekkel kezd, megkérdőjelezve a létezésről alkotott képünket (ez Hitler fő tudományos tanácsadójának keresése során alakult ki közvetlenül a második világháború után). Ezt követi az El fin de la locura, amely az 1968. májusi párizsi tüntetésektől a berlini fal leomlásáig játszódik. A No será la Tierra a kommunista eszmék végéről szól a 20. században.
Volpi számára az irodalom a kíváncsiságának kielégítését és a tudáskeresést jelenti, beleértve az önmagáról szóló ismereteket is, előnyben részesítve az első személyű narrátorokat. Számára a regény az identitás működéséről szóló tudás eszköze, amely lehetővé teszi az olvasók számára, hogy megfigyeljék az emberi viselkedés működését. Általában a jellem, a temperamentum és az akarat keverékeként ír az identitásról. Történetei gyakran kísérletek, amelyek során bizonyos temperamentumokat raknak össze, hogy elemezzék kölcsönhatásaikat. Volpi regényeiben a tudás azonban inkább keresés, mintsem a már ismert dolgok magyarázata, és soha nem teljes, általában az identitás és az emberi viselkedés fogalmához kapcsolódik.

## Fordítás
- Ez a szócikk részben vagy egészben  a   Jorge Volpi című angol Wikipédia-szócikk ezen változatának fordításán alapul.  Az eredeti cikk szerkesztőit annak laptörténete sorolja fel. Ez a jelzés csupán a megfogalmazás eredetét és a szerzői jogokat jelzi, nem szolgál a cikkben szereplő információk forrásmegjelöléseként.